# Ingyenmunka
Az ingyenmunka vagy fizetetlen munka vagy szolgálat olyan munka vagy tevékenység, amelyért semmilyen közvetlen díjazás nem jár. Lehet önkéntes és kényszerből folytatott is.
Leggyakoribb fajtája a baráti, rokoni, munkatársi segítség, továbbá a jótékonyság, az önkéntes munka a közhasznú szervezetekben, illetve más, vallási alapú tevékenység. Mint reproduktív munka, a - nemi szerepek szerint kulturálisan elsősorban a nőkhöz társított - háztartási munkához, valamint a rászorulók, gyermekek, idősek, fogyatékkal élők és/vagy beteg emberek ellátásához kapcsolódik.
Tipikusan ilyenek voltak vidéken a gépesítés előtt a mezőgazdasági idénymunkák, a jelenben a költözés, a kárhelyreállítás vagy a katasztrófaelhárítás.
Csoportos formában ismert egyik neve a kaláka. A kaláka a közeli történelmi múltban is nemcsak felebaráti, jótékonysági indíttatású, hanem gazdasági kényszer is az egy ember képességeit meghaladó nagyságrendű feladatok pénzforgalom nélküli elvégzésében.
A Kádár-rendszerben rengeteg vidéki településen segítettek kölcsönösen egymásnak a helyiek a lakóházak építkezésein. Az iporvárásokban pedig ilyen munkának számított a szocialista brigádok szociális, patronáló, vagy a társadalmi munkának nevezett ingyen végzett közmunkája. (Például a "kommunista szombat".)
Külföldi példák nyomán ingyenes munkavégzés folyik az egész országban a munkaerőpiacról kiszorult, és/vagy a szociális gondozó hálózatból kieső, rászoruló személyek és csoportok felkarolására, amely tevékenység vagy "profil" Magyarországon korábban az egyházak „privilégiuma” volt. Ezt a munkát karitatív vagy emberbaráti munkának vagy szolgálatnak nevezik, és az ilyen céllal működő önkéntes segítő szervezetek a civil szektor jelentős részét alkotják.